# Handelsbrief
Ein Handelsbrief ist ein Schriftstück, das der Vorbereitung, Durchführung, dem Abschluss oder der Rückgängigmachung eines Handelsgeschäfts dient.

## Allgemeines
Handelsbriefe, so schränkt § 257 Abs. 2 HGB klarstellend ein, sind nur Schriftstücke, die ein Handelsgeschäft betreffen. Unter Handelsgeschäft versteht man Rechtshandlungen oder Rechtsgeschäfte eines Kaufmanns, die zum Betrieb seines Handelsgewerbes gehören (§ 343). Daraus ergibt sich, dass Handelsbriefe nur von Kaufleuten im Sinne des HGB abgesandt werden können; Briefe von Privatpersonen mit geschäftlichem Inhalt heißen Geschäftsbriefe. Da auch ein so genanntes einseitiges Handelsgeschäft (§ 345 HGB) zu den Handelsgeschäften gehört, ist auch die Korrespondenz mit geschäftlichem Inhalt an oder von Privatpersonen als Handelsbrief anzusehen. Jegliche Korrespondenz, die der Anbahnung (etwa die Beantwortung eines Angebots, soweit keine Ablehnung erfolgt), Durchführung (etwa eine Lieferung) oder Rückgängigmachung (etwa Storno) eines Handelsgeschäftes dient, gilt in diesem Sinne als Handelsbrief.

## Arten von Handelsbriefen
Das HGB verwendet für das Medium den weiten Begriff „Schriftstück“. Dazu gehören neben Briefpost auch Fernschreiben, Telegramme, Telefax-Nachrichten oder E-Mails; betreffen diese ein Handelsgeschäft, gehören sie auch zu den Handelsbriefen. Deshalb ist in Hinblick auf allgemeine Beweisregeln und spezielle handels- und steuerrechtliche Aufbewahrungsvorschriften auch auf die ordnungsgemäße Dokumentation dieser Kommunikationsformen zu achten. Inhaltlich gehören zu den Handelsbriefen auch Eingangsrechnungen und Wiedergaben von Ausgangsrechnungen.   

## Aufbewahrungspflichten
Bezüglich der Eingangspost verpflichtet § 257 Abs. 1 Nr. 2 HGB jeden Kaufmann, die empfangenen Handelsbriefe geordnet aufzubewahren. Das gilt ebenso für die Ausgangspost, von der ein Kaufmann eine mit der Urschrift übereinstimmende Wiedergabe der abgesandten Handelsbriefe aufzubewahren hat (§§ 238 Abs. 1, 257 Abs. 1 Nr. 3 HGB). Die Aufbewahrungsfrist von Handelsbriefen beträgt sechs Jahre (§ 257 Abs. 4 HGB) und beginnt mit dem Ende des Kalenderjahres, in welchem der Handelsbrief empfangen oder abgesandt worden ist (§ 257 Abs. 5 HGB). Das gilt auch entsprechend für die anderen Kommunikationsformen.
Die Abgabenordnung enthält in § 147 AO eine steuerrechtliche Ordnungsvorschrift für die Aufbewahrung. Zunächst wird auf die Regelungen im Handelsgesetzbuch Bezug genommen. Empfangene Handels- und Geschäftsbriefe sowie die Wiedergabe der abgesandten Handels- und Geschäftsbriefe sind gemäß § 147 Abs. 3 AO 6 Jahre aufzubewahren. Die Aufbewahrungsfrist beginnt auch hier mit dem Schluss des Kalenderjahres, in dem der Handels- und Geschäftsbrief empfangen oder abgesandt worden ist (§ 147 Abs. 4 AO).

## Sonstiges
Zu den handelsrechtlich erforderlichen Mindestinformationen in einem Handelsbrief siehe Impressumspflicht und Geschäftsbrief.